# NGC 1441
NGC 1441 est une galaxie spirale barrée située dans la constellation de l'Éridan. NGC 1441 a été découverte par l'astronome germano-britannique William Herschel en 1786.

## Caractéristiques
Sa vitesse par rapport au fond diffus cosmologique est de 4 164 ± 17 km/s, ce qui correspond à une distance de Hubble de 61,4 ± 4,3 Mpc (∼200 millions d'al).
À ce jour, une mesure non basée sur le décalage vers le rouge (redshift) donne une distance d'environ 49,800 Mpc (∼162 millions d'al). Cette valeur est à l'extérieur mais compatible avec les valeurs de la distance de Hubble. Notons cependant que c'est avec la valeur moyenne des mesures indépendantes, lorsqu'elles existent, que la base de données NASA/IPAC calcule le diamètre d'une galaxie et qu'en conséquence le diamètre de NGC 1441 pourrait être d'environ 30,3 kpc (∼98 800 al) si on utilisait la distance de Hubble pour le calculer.
La classe de luminosité de NGC 1441 est II et elle présente une large raie HI.

## Groupe de NGC 1417
NGC 1441 fait partie du groupe de NGC 1417 qui compte au moins 14 galaxies, dont NGC 1358, NGC 1376, NGC 1417, NGC 1418, NGC 1449, NGC 1451 et NGC 1453.